# Lamborghini Diablo
Lamborghini Diablo — спорткар створений спеціалістами фірми Lamborghini і виготовлявся з 1990 по 2001 роки. Офіційна презентація автомобіля відбулась 21 січня 1990 року в місті Монте-Карло.
Назва Diablo, яка означає Диявол, в перекладі на іспанську належала лютому бику герцога Верагуа. Бик був вбитий під час кориди в Мадриді в 1869 році. Дизайн автомобіля мав риси основного стильового напряму 90-х років, і робив автомобіль більш витонченим в порівнянні з моделями компанії Lamborghini, які випускались раніше. Diablo став першим Lamborghini, спроможним досягнути максимальної швидкості в 320 км/год. Останній Diablo зійшов з конвеєра в 2001 і в 2002 році в серію пішов новий флагман — модель Murcielago.
Всього виготовили 2 884 автомобілів.

## Історія розробки. проект P132

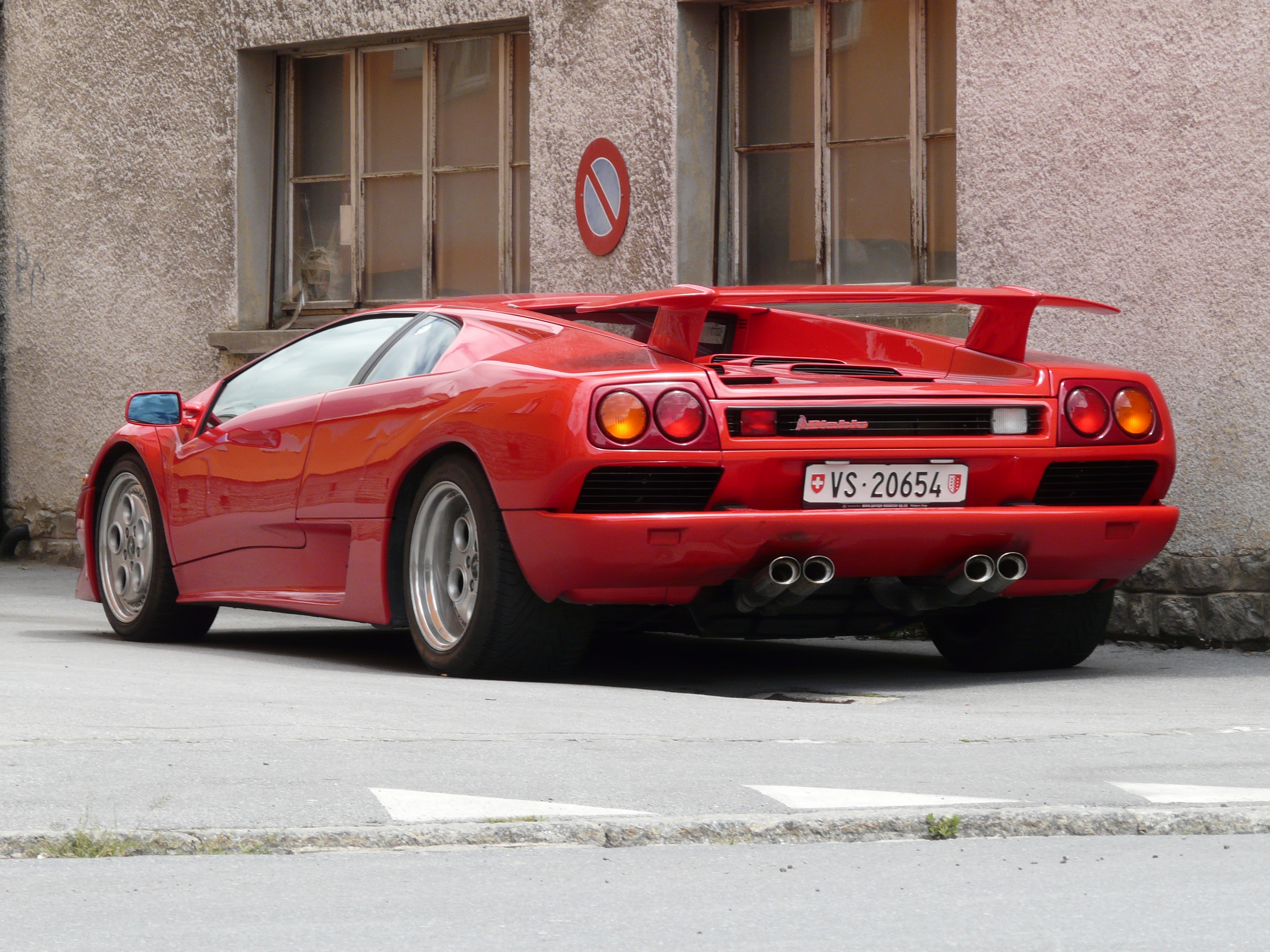

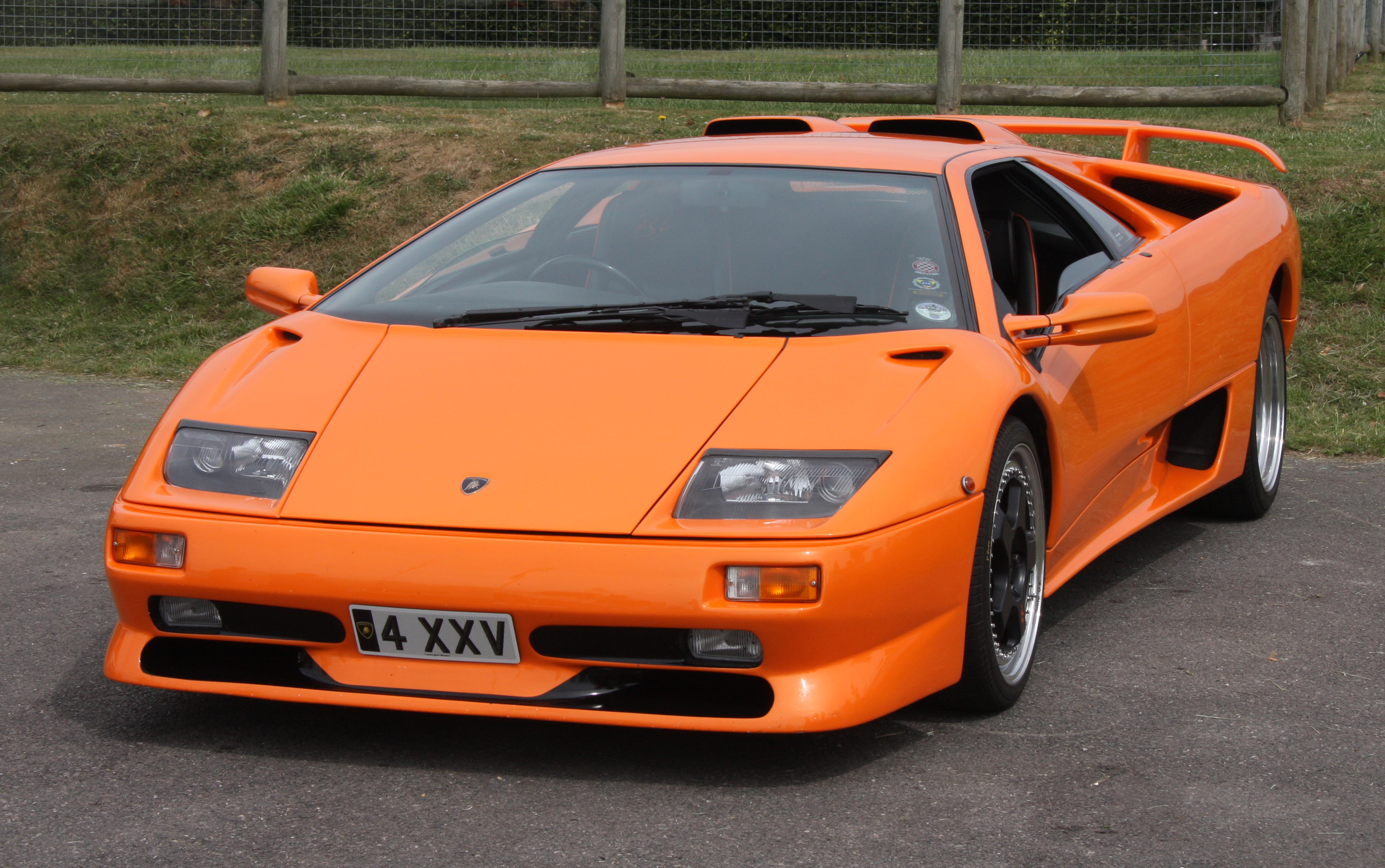
Lamborghini Diablo SV пізня версія

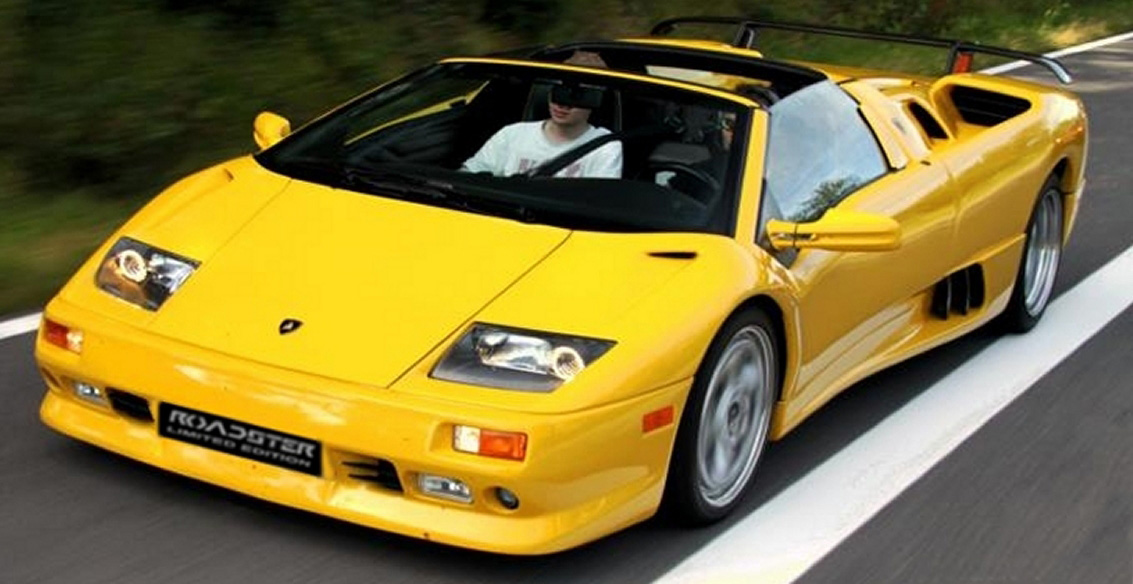
Lamborghini Diablo VT Roadster

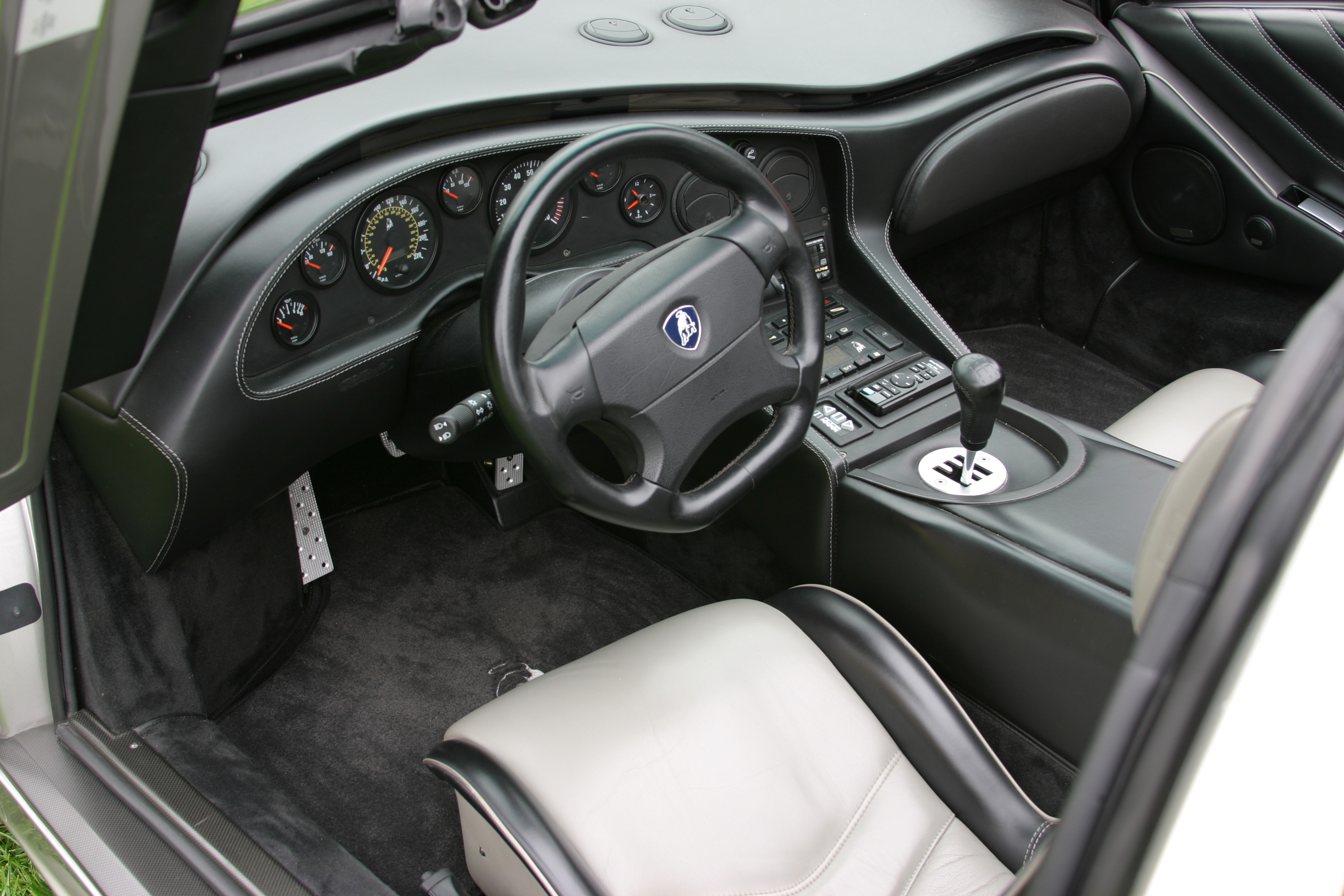
Салон

У червні 1985 року була розпочата розробка проекту під назвою Project 132. У цей час Lamborghini знаходилася під фінансовим контролем братів Мімран зі Швейцарії. Нова модель повинна була стати заміною суперкара Countach. Було прийнято рішення знову звернутися до дизайнера Marcello Gandini, який вже встиг себе зарекомендувати в дизайні практично всіх моделей Lamborghini. Спочатку в компанії розраховували випустити новий флагман до 1988 року, але замість цього в дрібну серію пішов ювілейний варіант Countach 25th Anniversary з дизайном від Гораціо Пагані.
Дизайн Gandini був агресивним, футуристичним і був відсиланням до форм Countach 1970 років. Капот двигуна був зроблений зі скла, але під час попередніх випробувань таке технічне рішення призвело до перегріву двигуна і від цієї ідеї відмовилися.
Нове керівництво на чолі з Chrysler вирішило внести коригування в розробку нової моделі. Над прототипом деякий час працювали дизайнери з Детройтскої студії Chrysler, багато елементів кузова згладили. Gandini був засмучений такими діями Chrysler і пізніше використав оригінальний проект в моделі Cizeta Moroder V16T. Отриманий після Детройтскої студії гібрид було легше порівнювати в дизайні Gandini і Chrysler один з одним, а також порівнювати з формами Countach і Ferrari TestaRossa на закритій парковці на території заводу. Під час проведення цього порівняння на парковці був присутній Лі Якокка, який на той момент був головою правління корпорації Chrysler. Нова модель не відповідала очікуванням і дизайн Chrysler був знову перероблений і на цей раз став набагато ближчим за формою до остаточної версії Diablo.
Отриманий в результаті зразок мав темно-сірий колір і номер P132. Оснащений вимірювальним обладнанням, P132 проходив випробування протягом тисяч кілометрів на трасі Nardi до того, як був відправлений на завод. В даний час він знаходиться там в компанії ще 2 помаранчевих прототипів. Краш-тести були виконані за допомогою синьої моделі P3, третім побудованим прототипом. Випробування були пройдені без будь-яких проблем.
Розробка була завершена через 5 років і коштувала Lamborghini 6 млн італійських лір.
Форсований до 500 к.с., V12 з легкістю дозволяв перевищити заявлені у техзавданні 315 км/год максимальної швидкості. Під час заводських випробувань Diablo показувала і 340 км/год, а завдяки розгону до сотні за 3,9 секунди названий на честь чергового бійцівського бика суперкар свого часу вважався найшвидшим серійним автомобілем світу.

## Двигуни
- 5.7 л Lamborghini V12 492-595 к.с. 580-640 Нм
- 6.0 л Lamborghini V12 550-655 к.с. 620-640 Нм

## Динаміка і вага кожної моделі
| Модель             | Максимальна швидкість | Розгін 0 до 100 км/год | Вага     |
| Diablo             | 328 км/год            | 4,1 с                  | 1.575 кг |
| Diablo Roadster    | 328 км/год            | 4,1 с                  | 1.625 кг |
| Diablo SV          | 330 км/год            | 3,9 с                  | 1.600 кг |
| Diablo Roadster SV | 323 км/год            | 3,9 с                  | 1.530 кг |
| Diablo VT          | 328 км/год            | 4,1 с                  | 1.625 кг |
| Diablo SE 30       | 333 км/год            | 4,0 с                  | 1.450 кг |
| Diablo SE 30 Jota  | 340 км/год            | 3,7 с                  | 1.450 кг |
| Diablo VT Roadster | 335 км/год            | 4,1 с                  | 1.695 кг |
| Diablo GT          | 345 км/год            | 3,9 с                  | 1.460 кг |
| Diablo VT 6.0      | 330 км/год            | 3,9 с                  | 1.625 кг |
| Diablo GTR         | 345 км/год            | 3,5 с                  | 1.395 кг |
| Diablo VTR         | 328 км/год            | 4,1 с                  | 1.625 кг |
| Diablo SVR         | 330 км/год            | 3,7 с                  | 1.385 кг |
| Diablo 6.0         | 359 км/год            | 4,0 с                  | 1.625 кг |
| Diablo 6.0 SE      | 359 км/год            | 4,0 с                  | 1.625 кг |
| Diablo Roadster R  | 330 км/год            | - с                    | 1.430 кг |

## Цікаві факти
- Усього було випущено 2903 автомобіля Lamborghini Diablo різних модифікацій.
- Прототип Lamborghini Diablo називався P132.
- Lamborghini Diablo присутня в багатьох комп'ютерних відеоіграх, наприклад в іграх серії Need for Speed.